# Pardosa kondeana
Pardosa kondeana là một loài nhện trong họ Lycosidae.
Loài này thuộc chi Pardosa. Pardosa kondeana được Carl Friedrich Roewer miêu tả năm 1959.